# Odium theologicum

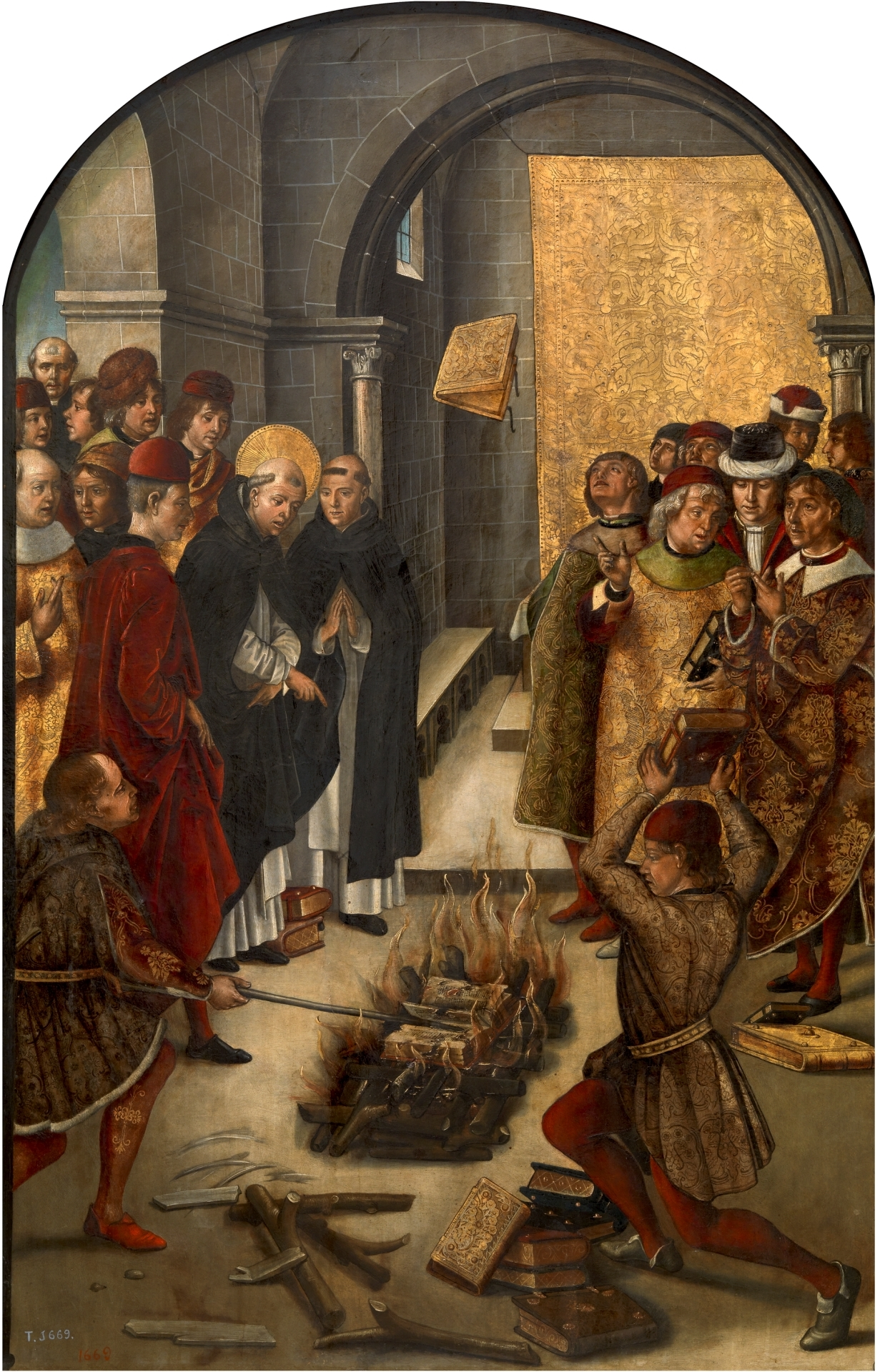
Crema d'escrits albigesos davant sant Domènec de Guzmán. Els escrits catòlics leviten miraculosament (el «miracle de Fanjeaux»)

Odium theologicum és una expressió llatina que, literalment, significa 'odi teològic'. També hom fa servir l'expressió furor theologicus. ('furor teològic'). És el nom donat originàriament al furor, la ira i l'odi generat per les disputes sobre teologia, especialment entre els correligionaris i, no tant, entre els membres de les diferents religions, per designar els quals es fan servir més pròpiament els conceptes d'intolerància religiosa o d'altres expressions d'odi religiós. La violència de l'odium theologicum no es restringeix al terreny verbal o intel·lectual, sinó que en moltes ocasions ha arribar a l'agressió física amb totes les seves conseqüències, incloses l'extermini o la persecució judicial. També es fa servir el concepte per descriure disputes o debats intel·lectuals no teològics, especialment per destacar el seu caràcter rancuniós i l'ús dels recursos de «baixa política acadèmica» (nepotisme en la disputa pels càrrecs, desprestigi professional, arguments ad hominem, etc.). Implica l'existència de diferents escoles de pensament o bàndols intel·lectuals. S'intensifica especialment quan es produeix una conversió o «canvi de bàndol», amb el que qui canvia s'esforça per demostrar el seu zel de convers o furor de convers, i els seus antics companys el denigren.

## Odi teològic, debats teològics i polèmiques religioses

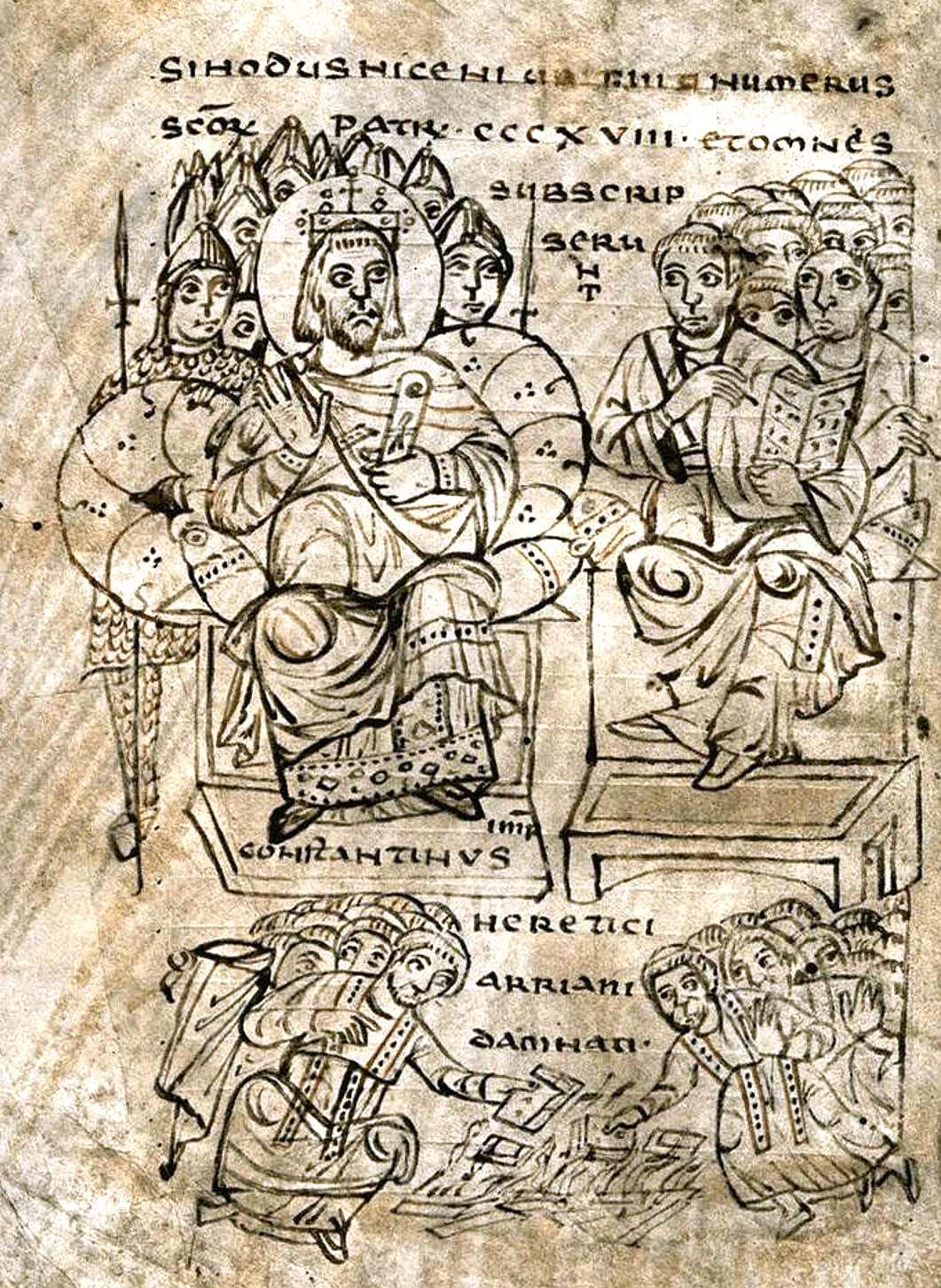
Crema d'escrits arrians durant el Concili de Nicea davant Constantí el Gran.

En alguns moments i llocs els debats teològics (tant els centrals per al cristianisme – cristologia, mariologia, trinitat, justificació, etc.- com els aparentment menys importants – representació d'imatges, ús del pa àzim i de la clàusula filioque, si Crist va tenir o no propietats o germans-) van arribar a ser tan aferrissats, obsessius i ridículs que van forjar expressions com «sexe dels àngels». La seva ridiculització (com la que realitza Jonathan Swift a "Els viatges de Gulliver", 1726) no implica que no tinguessin serioses conseqüències, al contrari, eren expressió d'oposicions àmpliament esteses entre les diferents societats o dins de cadascuna, i ha estat una constant en la història de les guerres, tant internacionals com civils (guerra de religió). Habitualment s'imbriquen tan íntimament amb qüestions sociopolítiques que és impossible separar-les d'elles: agustinisme polític i debats teològics entorn dels poders universals, per al cristianisme medieval; o el concepte d'estat islàmic i l'aplicació de la xaria per a la revolució islàmica, l'islamisme o el fonamentalisme islàmic actual.
Les polèmiques religioses dins del cristianisme van presidir la cultura d'Occident des de l'Antiguitat tardana, quan la cristianització del Baix Imperi Romà dona lloc a la conciliació del cristianisme primitiu amb la filosofia clàssica (neoplatonisme i patrística), als primers concilis i la fixació d'una ortodòxia convertida en dogma enfront del variat conjunt d'opinions discrepants (definides com a heterodòxia o heretgia), que van passar a ser perseguides amb tanta violència intel·lectual i física com la que s'exercia contra els pagans (morts de Pelagi (heresiarca) entre els heterodoxos i d'Hipàcia entre els pagans). Tals debats van passar a ser la gairebé única manifestació de vida intel·lectual digna de tal nom durant la major part de l'edat mitjana europea (les escoles monacals, la universitat medieval, l'escolàstica), en la qual les polèmiques i rivalitats entre els ordes religiosos (benedictins, franciscans, dominics, agustins) eren tan aferrissades com la persecució l'heretgia (amb la qual la major part de les vegades es pretenia justificar).
El Renaixement va iniciar una era de cultura secular en què la primacia del debat religiós va seguir, però, indiscutida (Reforma protestant i Contrareforma catòlica, tant en els enfrontaments entre els dos bàndols com internament dins de cada un i de tots dos amb els que pretenien mantenir criteris propis o intermedis – erasmisme-); perdent únicament protagonisme amb l'anomenada crisi de la consciència europea de finals del segle XVII, després de la qual la Il·lustració i l'enciclopedisme van pretendre alliberar-se de la tutela religiosa, fent entrar al pensament en el que Kant va denominar "majoria d'edat".
No obstant això, les polèmiques religioses no van desaparèixer, sinó que van passar a expressar la nova oposició entre el laïcisme de la modernitat i la voluntat de mantenir les relacions Església-Estat pròpies de l'Antic Règim; ja ressituar permanentment, segons els avenços científics anaven fent retrocedir les fronteres de l'incognoscible, les no menys complexes entre ciència i fe (ja qüestionades des de l'averroisme medieval i posades a prova durant l'Edat Moderna amb els processos a Miquel Servet, Giordano Bruno - tots dos executats en la foguera, el primer pels calvinistes i el segon pels catòlics- i Galileu -obligat a retractar-se-, i ja en la segona meitat del segle XIX amb l'escàndol del darwinisme). El lliurepensament i el volterianisme (per Voltaire, el principal referent de la crítica il·lustrada a la religió) es van convertir en l'enemic intel·lectual principal de la intel·lectualitat catòlica, sobretot de la part que es reafirmà com la principal corrent reaccionària contra la revolució liberal. L'anticlericalisme desenvolupat des de la Revolució francesa i estès en els segles xix i xx va passar a ser una expressió no menys violenta d'odi teològic, aplicat en aquest cas contra la pròpia religió (segons Karl Marx era «l'opi del poble») com odi anti-teològic. L'odi ideològic, l'originat entre les ideologies contraposades de l'Edat contemporània, i plasmat en les grans tragèdies del totalitarisme i les guerres del segle XX ha estat en moltes ocasions comparat a l'odi teològic.

## El furor del convers
El zel o furor del convers, terme que pot aplicar-se a totes les conversions, i en el cas del cristianisme a la més famosa i espectacular de les conversions inicials: la de sant Pau després de la seva caiguda del cavall en el camí de Damasc; és un terme especialment referit als judeoconversos o "cristians nous" de la baixa edat mitjana i l'Antic Règim a Espanya, molts dels quals van trobar a la delació la millor manera de lliurar-se a si mateixos de la persecució inquisitorial, i altres, sincerament convertits, es van sentir estimulats per sublimar la seva fe, bé des de la santedat (casos com el de santa Teresa de Jesús), bé des de l'exercici de la més ferotge persecució dels seus antics correligionaris (casos com el de Tomás de Torquemada).
Molt abans de l'inici del problema dels conversos a Espanya (des dels pogroms de 1391 i la posterior revolta de Pedro Sarmiento a Toledo el 1449), un greu conflicte entre conversos i jueus s'havia suscitat a la França del segle xiii. Nicolas Den, judeoconvers francès (i com a tal bon coneixedor de la literatura religiosa judaica), va denunciar públicament com a blasfèmia des del punt de vista cristià certes parts del Talmud, el que va originar un debat formal amb quatre rabins (entre els quals estava Jehiel de París), el 12 de juny de 1240, després del qual es va ordenar la crema de tots els exemplars del Talmud que van poder trobar-se (24 carretades, una quantitat tal que necessàriament incloïa tota mena de llibres en hebreu).
Més d'un segle abans, un convers aragonès, Moshé Sefardí (Pedro Alfonsí o Pedro Alfonso), ja havia iniciat la denominada polèmica judeocristiana des d'una postura més conciliadora, amb un llibre on defensava de la seva conversió («Dialogos contra iudaeos», 1106) i que també defensava la superioritat del cristianisme enfront de l'islam. El títol va ser reutilitzat per Joan Lluís Vives quatre-cents anys més tard.

## Ús intel·lectual del terme
Miguel de Unamuno assenyalava l'enveja, «el vici clerical per excel·lència» i la «supèrbia espiritual o supèrbia teològica» com l'arrel de l'odium theologicum, i descrivia aquest d'una manera molt gràfica:
«S'ha fet ja proverbial l'odium theologicum, i és sabut com les disputes religioses s'assenyalen per l'acritud i per la virulència. Són molts els que creuen que és bon camí per arribar al cel trencar-li a un heretge el cap d'un cop de creu, esgrimint un crucifix a tall de maça.»
Aldous Huxley a "Les bruixes de Loudun" defineix el terme de la manera, en el context de la França del segle XVII:
«La història de l'Església ens mostra una concatenació de veritables malvolences, que van descendint gradualment des de l'odi oficial i ecumènic de la pròpia Església contra els heretges i els infidels fins l'odi particular d'un orde contra un altre orde, d'una escola contra una altra escola, d'una província contra una altra província i de teòleg contra teòleg. "Seria beneficiós -escrivia sant Francesc de Sales en 1612- que per mitjà de la intervenció de prelats piadosos i prudents arribéssim a aconseguir unió i comprensió mútua entre la Sorbona i els jesuïtes. Si a França es trobessin estretament units entre si els bisbes, la Sorbona i els ordes religiosos en el terme de deu anys acabaríem amb l'heretgia»(Oeuvres, XV, 188). «I s'acabaria amb l'heretgia perquè, com diu el Sant en un altre lloc: "Aquell que predica amb amor predica contra l'heretgia amb veritable eficiència, per més que no hi hagi proferit mai una paraula de controvèrsia."» (Oeuvres, VI, 309) «Una Església corrompuda per odis intestins no pot exercitar l'amor de manera sistemàtica, ni pot, sense manifesta hipocresia, predicar. La veritat era que en lloc de viure en harmonia, es vivia en contínua dissensió; en lloc de sentir amor, se sentia l'odium theologicum i l'agressiu patriotisme de casta, d'orde i d'escola. A la pendència entre els jesuïtes i la Sorbona va venir a sumar-se de seguida la dels jansenistes contra una aliança de jesuïtes i salesians. I després d'això, la llarga i sufocant batalla entre el quietisme i l'amor desinteressat.»
El filòsof racionalista Baruch Spinoza, que va patir ell mateix l'odium theologicum de l'ortodòxia jueva de la qual es va distanciar, emprà l'expressió en el seu "Tractat de teologia política", indicant que el d'aquest tipus és l'odi més profund. També va concloure, per contrast, que "l'amor a Déu no pot convertir-se en odi".
| « | Ai !, Si els homes fossin savis i també bons, la Terra seria un paradís; mes és un infern | » |
| — |                                                                                           |   |

## Odium theologicumi ciència
L'escèptic filòsof i matemàtic Bertrand Russell va sostenir que l'antídot per a l'odi teològic és la ciència, que va caracteritzar com tractar exclusivament amb els fets, desproveïda de qualsevol compromís personal.
| « | Les controvèrsies són més salvatges sobre els assumptes en què no existeixen evidències. La persecució s'utilitza en la teologia, no en l'aritmètica, ja que en l'aritmètica hi ha coneixement, però en teologia només hi ha opinió. | » |

El lingüista Leonard Bloomfield considera que cal desenvolupar la lingüística com una disciplina acumulativa i no personal, una "genuïna" ciència en el sentit de Russell. En una conferència a 1946, en parlar del desenvolupament de la Societat Lingüística d'Amèrica, va afirmar que el foment de tal disciplina l'havia salvat «de la plaga de "l'odium theologicum" i la postulació d'escoles... que denuncien a qualsevol que estigui en desacord o escolliu parlar d'una altra cosa», i afegí: «la lluita amb els fets recalcitrants, inflexible en la seva complexitat, entrena a cada un que treballi activament en la ciència per ser humil i acostumar-se al reconeixement impersonal de l'error».
El filòsof i historiador de la ciència Thomas Kuhn va sostenir que els científics estan fermament compromesos amb les seves creences, teories i mètodes (al conjunt dels quals va denominar paradigmes), i que la ciència avança principalment pels canvis de paradigma. Va afirmar que els científics enfrontats a un canvi de paradigma desenvolupen un conflicte equivalent a què s'enfronten els teòlegs davant un desafiament intern a les veritats religioses establertes. El filòsof de la matemàtica i la ciència Imre Lakatos, deixeble de Karl Popper, descriu la naturalesa de la ciència en una manera similar. Segons Lakatos, la ciència progressa per la contínua modificació o superació del que va cridar "programes d'investigació" (aproximadament equivalent als paradigmes de Kuhn). Lakatos afirmà que un programa d'investigació es forma per creences metafísiques tant com per l'observació dels fets, i pot resistir infinitament la falsació per als científics que vulguin seguir sostenint malgrat els problemes que presentin o el descobriment de noves dades empíriques. Aquests punts de vista suposen que la ciència no és suficient per superar l'odium theologicum, sinó que només proporciona un altre camp en el qual es pot manifestar.
A la controvèrsia sobre la validesa del mètode de les fluxions, George Berkeley es dirigia en aquests termes al seu oponent newtonià:
| « | Vostè em retreia de "calúmnia, maledicència, i artifici". Recomanaria millor mitjans "innocents i justos, en lloc del mètode criminal de disminució o menyscapte dels meus rivals" ?. M'acuses d'odium theologicum, del zel desmesurat dels teòlegs. | » |

Independentment de les diferents visions de la teoria de la ciència i la sociologia del coneixement científic, és un fet que a la història de la ciència hi ha hagut molts casos de noves teories (la conservació de l'energia i el nou concepte d'element químic -enfront a la teoria del flogist -, la teoria germinal de les malalties -enfront de la generació espontània o a la hipocràtica teoria dels humors -, la finitud de la velocitat de la llum i altres propostes de la física relativista -enfront de la hipòtesi dominant de l'èter -, la radioactivitat, la deriva continental, etc.) ridiculitzades i rebutjades per la major part de la comunitat científica quan es proposaven per primera vegada o es descobrien observacional o experimentalment fets crucials que qüestionaven (falsejaven) els antics paradigmes i confirmaven (sempre provisionalment) la major validesa dels moderns; i només van passar a ser adoptades després d'un canvi generacional (la substitució física a la cúpula de les institucions científiques dels antics científics, que havien desenvolupat les seves carreres sota els antics paradigmes, per nous científics que havien desenvolupat les seves carreres sota els pressupostos dels nous paradigmes, el que Kuhn va denominar "revolució científica").